# Большой Юган
Большо́й Юга́н — река в России, протекает по территории Сургутского и Нефтеюганского районов Ханты-Мансийского автономного округа, левый приток Оби, впадает в Юганскую Обь. Длина реки — 1063 км, площадь водосборного бассейна — 34 700 км². В 118 км от устья среднегодовой расход воды — 177,67 м³/с.

## Этимология
Традиционная русская форма юган из хантыйского ёхан — «река»; термин входит в состав множества гидронимов Западной Сибири (см. также Васюган, Нефтеюганск). Определение Большой противопоставляет эту реку Малому Югану.

## Общие сведения
Исток в болотах Васюганья (Васюганские болота), протекает по заболоченной территории Западно-Сибирской равнины. Много притоков, из которых наиболее крупным является правый Малый Юган. В бассейне около 8000 озёр, общая площадь которых составляет 545 км². Питание реки снеговое. Ледостав с октября по начало мая.
Основные населённые пункты от устья к истоку: Юган, Малоюганский, Угут, Когончины, Каюковы, Таурова, Тайлаково, Ларломкины.
Судоходен на 165 км от устья.

## Притоки

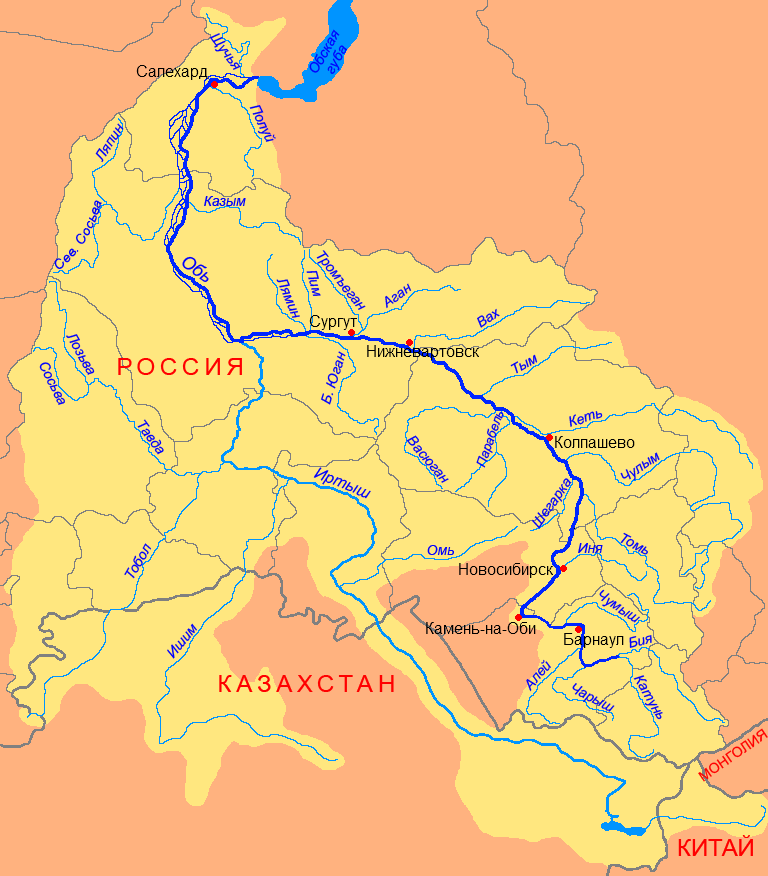
Бассейн Оби

(км от устья; указаны длины рек > 50 км)
- 32 км: Икях (лв)
- протока Тухта (пр)
- Сингапай (пр)
- 54 км: протока Сигней (пр)
- 58 км: Почегай (пр)
- 71 км: протока Куртыинг (лв)
  - 19 км: Согоръягун (лв) (длина 71 км)
- 73 км: Лартель (пр)
- 84 км: Енорд (пр)
- 121 км: Малый Юган (пр) (длина 521 км)
- 121 км: Пугольягун (лв)
- 160 км: Ванкыръягун (лв)
- 165 км: Сухая (лв)
- 168 км: Угутка (пр)
- Акстлийгый (пр)
- 187 км: Кулунигый (лв)
- 191 км: Нёгусъях (пр) (длина 298 км)
- 226 км: Вачемпеу (пр)
- 232 км: Нинкуунпеу (пр)
- 253 км: Коимсап (пр)
- 259 км: Вандрас (лв)
- 274 км: Липикъяха (пр) (длина 107 км)
- 286 км: Кевруягун (лв) (длина 87 км))
- 325 км: Тлянтыкоим (пр)
- 341 км: Ларкыт (лв)
- 362 км: Ай-Курусъях (лв) (длина 123 км)
- Малсап (пр)
- 382 км: Кутюрсун (лв)
- 385 км: Ентль-Курусъях (пр) (длина 130 км)
- 395 км: Кинымурий (пр)
- 400 км: Ентльигль (лв)
- 421 км: Нюрпеуугут (лв)
- 435 км: Утерпеу (пр)
- Кугльпеу (пр)
- 440 км: Пулунъях (лв)
- Кытьпеу (пр)
- Первый Урий (лв)
- Коимсап (лв)
- 467 км: Канциях (пр)
- 486 км: Сигинпеу (лв)
- 491 км: Иголорт (лв) (длина 52 км)
- Манкупеу (пр)
- 521 км: Епельпетьях (лв) (длина 114 км)
- 532 км: Ай-Кульпеу (лв)
- 538 км: Игвайягум (пр)
- Коимигль (пр)
- 562 км: Епленпеу (лв)
- Онгекульпеу (пр)
- 596 км: Вашинпеу (лв)
- 607 км: Портынпеу (пр)
- 607 км: Лоольях (лв) (длина 124 км)
- 616 км: Ингльпеу (лв)
- 619 км: Магромсы (пр) (длина 59 км)
- 640 км: Васюмпеу (лв)
- Кельмсанпеу (пр)
- Тянтипеу (пр)
- 670 км: Сугмутенъях (лв) (длина 178 км)
- 678 км: Айпеу (пр)
- Коимсап (лв)
- 711 км: Яккунъях (пр) (длина 97 км)
- Колынкий (лв)
- 761 км: Тоталым (лв)
- 778 км: Коимлох (лв)
- 799 км: Мекуль (лв)
- 807 км: Аккары (лв)
- Кельтамак (пр)
- Лорсап (пр)
- 835 км: Локкумъягун (пр) (длина 154 км)
- 863 км: Карымигль (лв)
- Перльшохльшимигль (лв)
- 929 км: Тлиптлиигль (лв)
- 941 км: Ёмъюхигль (пр)
- 952 км: Энтль-Туръях (пр)
- Каяклыигль (лв)
- 972 км: Большой Лапынигль (пр)
- 987 км: Нёримкотымигль (лв)
- Рыбный (пр)
- 1026 км: Тормытигый (лв)
- Соболий (пр)

## Данные водного реестра
По данным государственного водного реестра России относится к Верхнеобскому бассейновому округу, водохозяйственный участок реки — Обь от города Нефтеюганск до впадения реки Иртыш, речной подбассейн реки — Обь ниже Ваха до впадения Иртыша. Речной бассейн реки — (Верхняя) Обь до впадения Иртыша.